# باسكال لين
باسكال لين (بالفرنسية: Pascal Lainé )‏ (و. 1942 – م) هو كاتب، وكاتب سيناريو، من فرنسا.

## وصلات خارجية
- باسكال لين على موقع IMDb (الإنجليزية)
- باسكال لين على موقع ألو سيني (الفرنسية)
- باسكال لين على موقع أول موفي (الإنجليزية)
- باسكال لين على موقع قاعدة بيانات الأفلام السويدية (السويدية)
- باسكال لين على موقع قاعدة بيانات الفيلم (الإنجليزية)
- باسكال لين على موقع كينوبويسك (الروسية)